# Myrocarpus
Myrocarpus es un género botánico con seis especies perteneciente a la familia de las  Fabáceas.

## Especies
- Myrocarpus emarginatus
- Myrocarpus fastigiatus
- Myrocarpus frondosus
- Myrocarpus leprosus Pickel 1955
- Myrocarpus paraguariensis Hallier f. 1915
- Myrocarpus venezuelensis Rudd 1972